# Fjällig ringtråding
Fjällig ringtråding (Inocybe terrigena) är en svampart som tillhör divisionen basidiesvampar, och som först beskrevs av Fr., och fick sitt nu gällande namn av Thomas Wilhelmus Kuyper. Fjällig ringtråding ingår i släktet Inocybe, och familjen Crepidotaceae. Arten är reproducerande i Sverige.